# Ingo Schultz
Ingo Schultz (ur. 26 lipca 1975 w Lingen) – niemiecki czterystumetrowiec, mistrz Europy i wicemistrz Świata.
Indywidualnie największe sukcesy odnosił w biegu na 400 metrów, na tym dystansie zdobył m.in.:
- srebrny medal podczas Mistrzostw Świata w Lekkoatletyce (2001 Edmonton)
- złoty medal podczas Mistrzostw Europy w Lekkoatletyce (2002 Monachium)
- 2. miejsce podczas Pucharu Świata w Lekkoatletyce (2002 Madryt)

Uczestniczył w igrzyskach olimpijskich w Atenach, na których startował w konkurencji biegu na 400 m indywidualnie, jak również w sztafecie, oba starty nie dały Niemcowi medalu.
W październiku 2008 Schultz ogłosił zakończenie kariery sportowej (głównie na skutek przewlekłych kontuzji).

## Rekordy życiowe
- 200 metrów – 20,65 (30 sierpnia 2002)
- 300 metrów – 32,77 (9 czerwca 2003)
- 400 metrów – 44,66 (5 sierpnia 2001)
- 200 metrów (hala) – 20,84 (3 lutego 2002)
- 300 metrów (hala) – 33,02 (22 lutego 2002)
- 400 metrów (hala) – 46,22 (30 stycznia 2000)